# Vahadlo

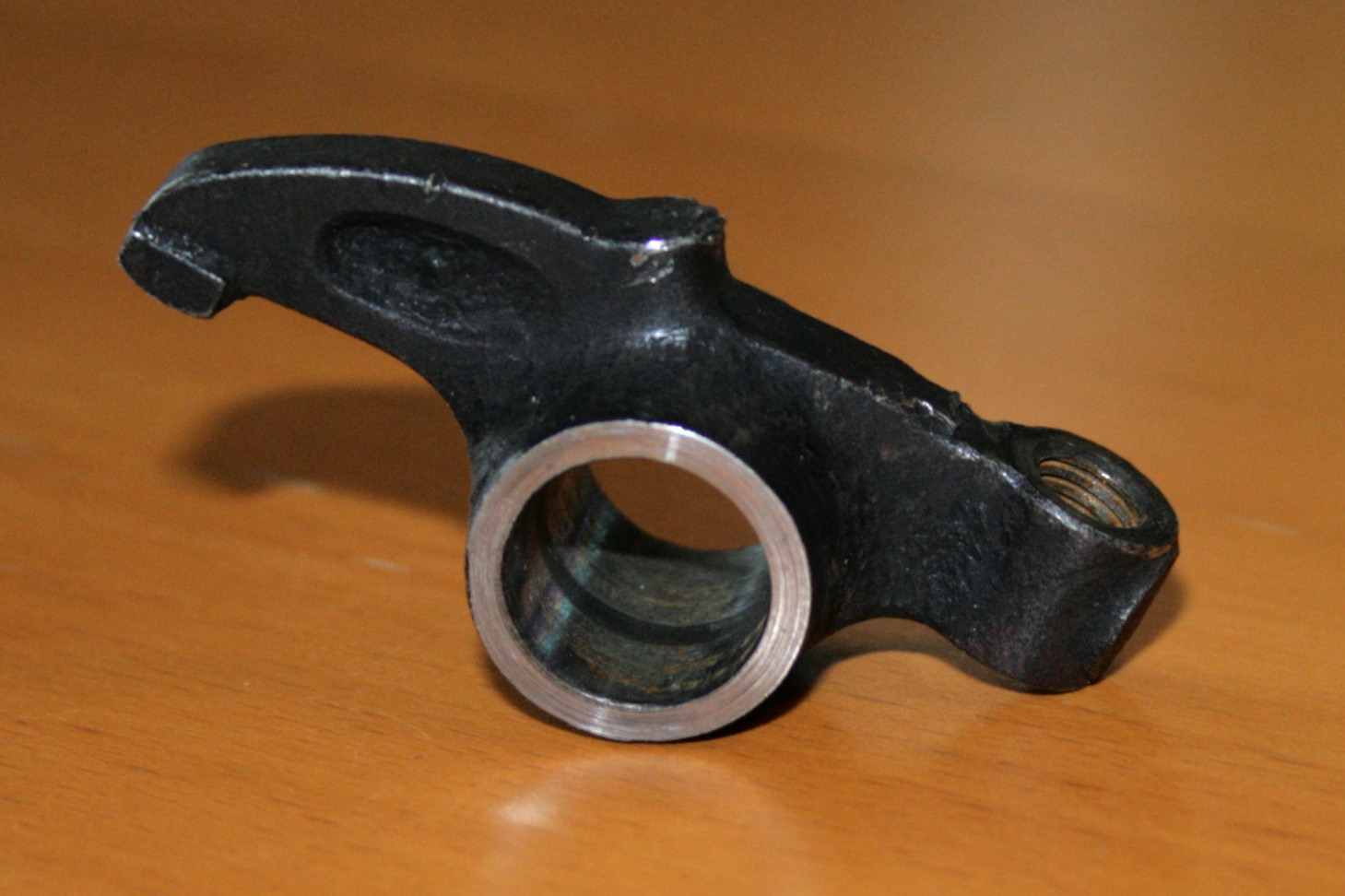
Vahadlo

Vahadlo je součást strojů, realizující přenos sil a pohybů na principu páky.
Název byl původně použit pro vodorovnou součást miskových vah. V technice se tento název vžil pro mnoho dalších součástek, které pracují na stejném principu. Používalo se už ve Starověkém Egyptě.
Vahadlo je součástí vypružení některých podvozků (viz pojezd parní lokomotivy), některých ventilových rozvodů spalovacích motorů, mnoha dalších strojů a zařízení.
Vahadlo se používá též pro ruční čerpání (vážení) vody ze studní, studna opatřená vahadlovým zařízením se nazývá vahadlová studna.